# Manhattan (Schiff, 1962)
Der Turbinentanker Manhattan ist bis heute das größte in den Vereinigten Staaten gebaute Handelsschiff. Gleichzeitig war er nach einem Umbau der größte Eisbrecher der Welt. Im Jahr 1969 durchfuhr er als erster Tanker die Nordwestpassage von der Ostküste der Vereinigten Staaten nach Alaska.

## Beschreibung
Das Schiff war ein zum Eisbrecher umgebauter Supertanker und hatte eine Länge von 306,9 m bei einer Verdrängung von 152.407 Tonnen. Seine Turbinen leisteten 43.000 PS. Es wurde 1962 auf der Fore River Shipyard in Quincy, Massachusetts gebaut. Der Umbau erfolgte auf der Sun Shipbuilding & Dry Dock Company, wobei das Schiff in vier Teile geteilt wurde und der Bug gegen einen Löffel-Eisbrecherbug aus 38 mm starkem Stahl getauscht wurde – durch die Löffelform schiebt sich ein Eisbrecher während der Fahrt auf die Eisplatten und bricht diese durch sein Gewicht. Die Schrauben und Ruderanlage unterschieden sich bereits bei der ursprünglichen Lieferung von sonstigen Supertankern, weil eine Zweischraubenanlage mit Doppelruder zum Einsatz kam.

## Nordwestpassage
Nachdem das Schiff Chester, Pennsylvania, am 24. August 1969 verließ, traf es am 2. September auf dem Weg zur Baffininsel erstmals auf Eis. Der Tanker nahm danach am 9. September zunächst die nördliche Route durch den Viscount-Melville-Sund und erreichte am 11. September die McClure-Straße. Dort traf der Tanker auf eine Eisscholle von 20 m Dicke und einem Durchmesser von circa 1,6 km, die er mit einer Geschwindigkeit von 10 Knoten brach. Es war das dickste Eis, das bis dahin durch ein Schiff zerteilt wurde. Als das Schiff aber die durch Wind aufgetürmten Platten des Packeises erreichte, waren die Grenzen erreicht. Die Manhattan fuhr sich fest und konnte nur durch ihre kleinen Begleitschiffe, die kanadischen Eisbrecher John A. Macdonald und Louis S. St-Laurent und die US-amerikanischen Eisbrecher Staten Island und Northwind sowie dank der Erkundung durch mehrere Helikopter befreit werden. Der Tanker erreichte dann auf der südlichen Route am 15. September Sachs Harbour und am 19. September Prudhoe Bay, Alaska, nahm ein symbolisches Fass Erdöl auf und machte sich auf den Rückweg. Am 12. November erreichte der Tanker New York City. Die Forschungsreise mit Gesamtkosten von 54 Millionen US-$ wurde von der Humble Oil & Refining Co. (ExxonMobil/Esso) unterstützt, um einen Transportweg für das Erdöl des 1968 entdeckten Prudhoe-Bay-Ölfeld zu finden. Während der Expedition wurde die Manhattan vom Kapitän Roger A. Steward kommandiert.
Im April 1970 sollte das Schiff auf einer zweiten Reise beweisen, dass eine Passage auch im arktischen Winter möglich wäre, scheiterte aber schon vor Baffin Island und unternahm statt der Reise nach Alaska einige Forschungsaufgaben. Als Ergebnis des Projektes wurde der Öltransport per Schiff nicht weiter verfolgt und stattdessen von 1975 bis 1977 die Trans-Alaska-Pipeline gebaut.
Die Reise warf die Frage auf, ob die Nordwestpassage kanadisches Hoheitsgewässer (kanadische Position) oder eine internationale Wasserstraße bzw. Meerenge ist (US-Position (vgl. Seerecht)). Der Klimawandel und das damit verbundene Abtauen des Eises hat die Frage aktuell verschärft.
Erst 2008 passierte mit der Camilla Desgagnés wieder ein Frachtschiff die Nordwestpassage. Sie versorgte von Montreal, Kanada, aus Siedlungen im äußersten Nordwesten Kanadas.
Die Manhattan blieb bis 1987 als Tanker in Dienst, bevor sie am 15. Juli 1987 durch den Taifun Thelma vor Yosu in Südkorea auf Grund lief und sank. Am 27. Juli 1987 wurde das Schiff gehoben. Es wurde zunächst an einen Abwracker in Hongkong verkauft und dann an eine chinesische Abbruchwerft weiterveräußert. Am 1. September 1987 verließ das Schiff Yosu im Schlepp und traf wenige Tage darauf zum Abbruch in China ein.